# 23 Marina
23 Marina – mieszkalny wieżowiec w Dubaju. Budynek ma 89 pięter i 395 m wysokości. 23 Marina jest drugim 
co do wysokości budynkiem mieszkalnym w Dubaju oraz na świecie. Znajduje się w nim 57 basenów. Budowa wieżowca zakończyła się w 2012 roku. 

23 Marina (za trzecim wieżowcem od lewej, wystaje tylko jej spiczasta "czapka z antenką") na tle tzw.The Tallest Block w Dubaju, 2016.

## Galeria

23 Marina
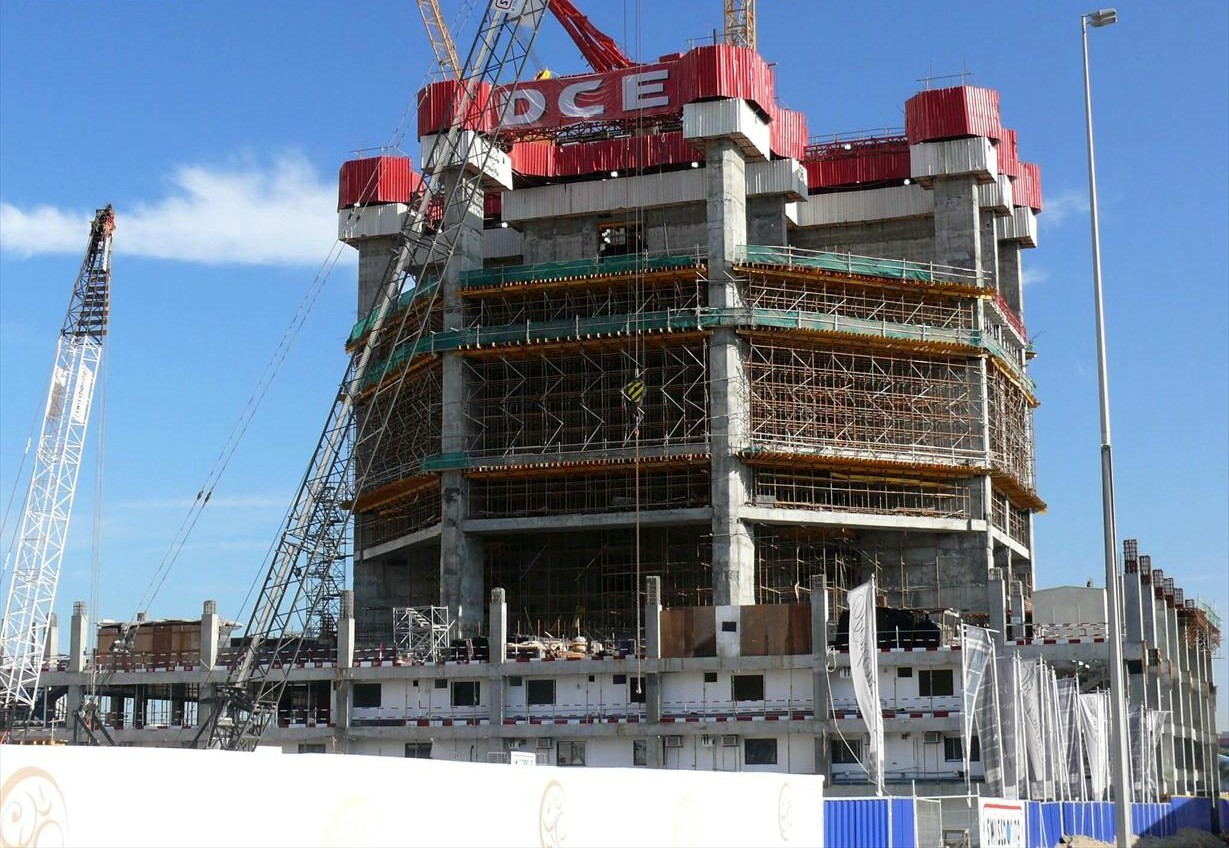
Budowa 18 stycznia 2009
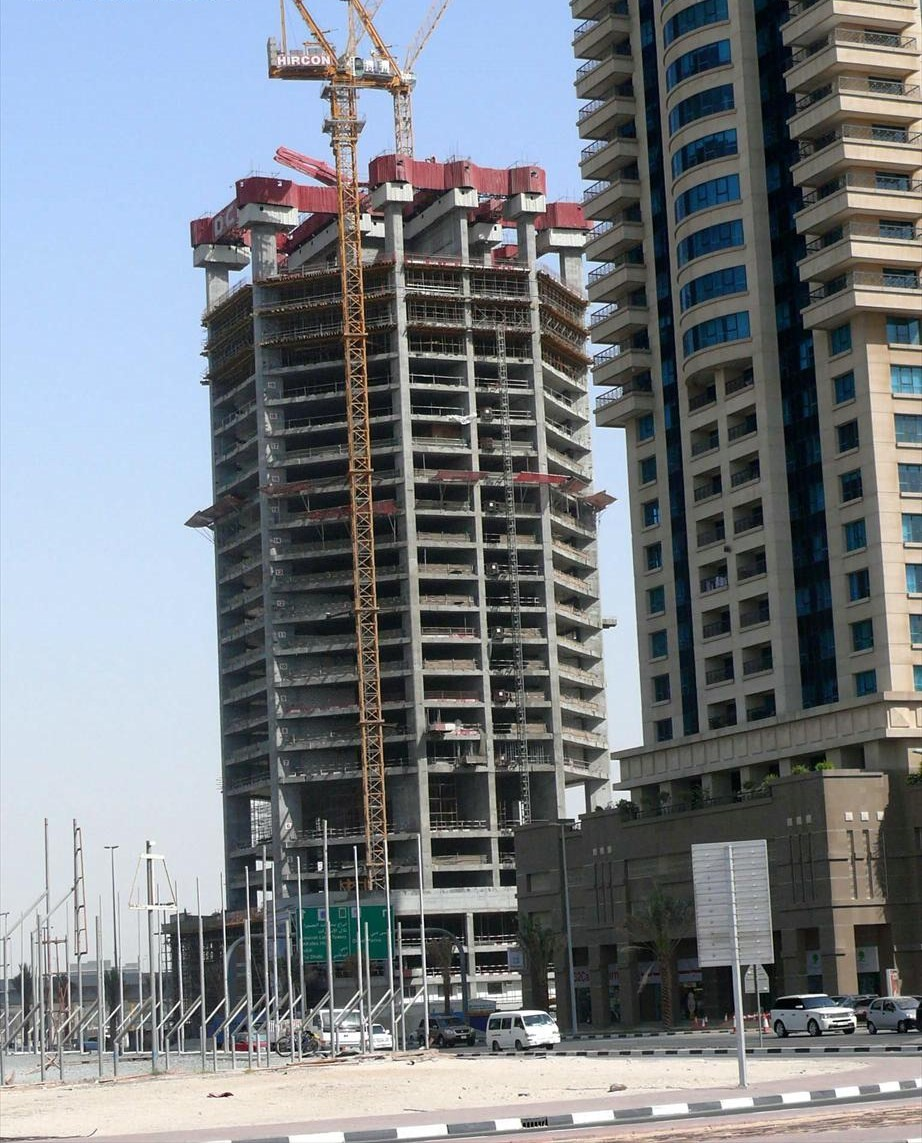
Budowa 13 czerwca 2009